# Trichonius picticollis
Trichonius picticollis är en skalbaggsart som beskrevs av Bates 1864. Trichonius picticollis ingår i släktet Trichonius och familjen långhorningar. Inga underarter finns listade i Catalogue of Life.